# Miss Universo 1998
Miss Universo 1998, la 47.ª edición del concurso Miss Universo, se llevó a cabo en el Stan Sheriff Center en Honolulu, Hawái (Estados Unidos) el 12 de mayo
Representantes provenientes de ochenta y un países y territorios compitieron por el título. Al final del evento, Miss Universo 1997, Brook Lee de Estados Unidos, coronó como su sucesora a Wendy Fitzwilliam de Trinidad y Tobago. Elegida por un jurado de ocho personas, la ganadora, de 25 años, se convirtió en la segunda —y hasta ahora más reciente— representante de su país en obtener el título de Miss Universo, después de Janelle Commissiong (Miss Universo 1977).
El concurso fue presentado por Jack Wagner; como comentaristas, actuaron Miss USA 1996 Ali Landry y Julie Moran. El dúo K-Ci & JoJo y el grupo pop hawaiano Sunland se encargaron del entretenimiento.

## Antecedentes

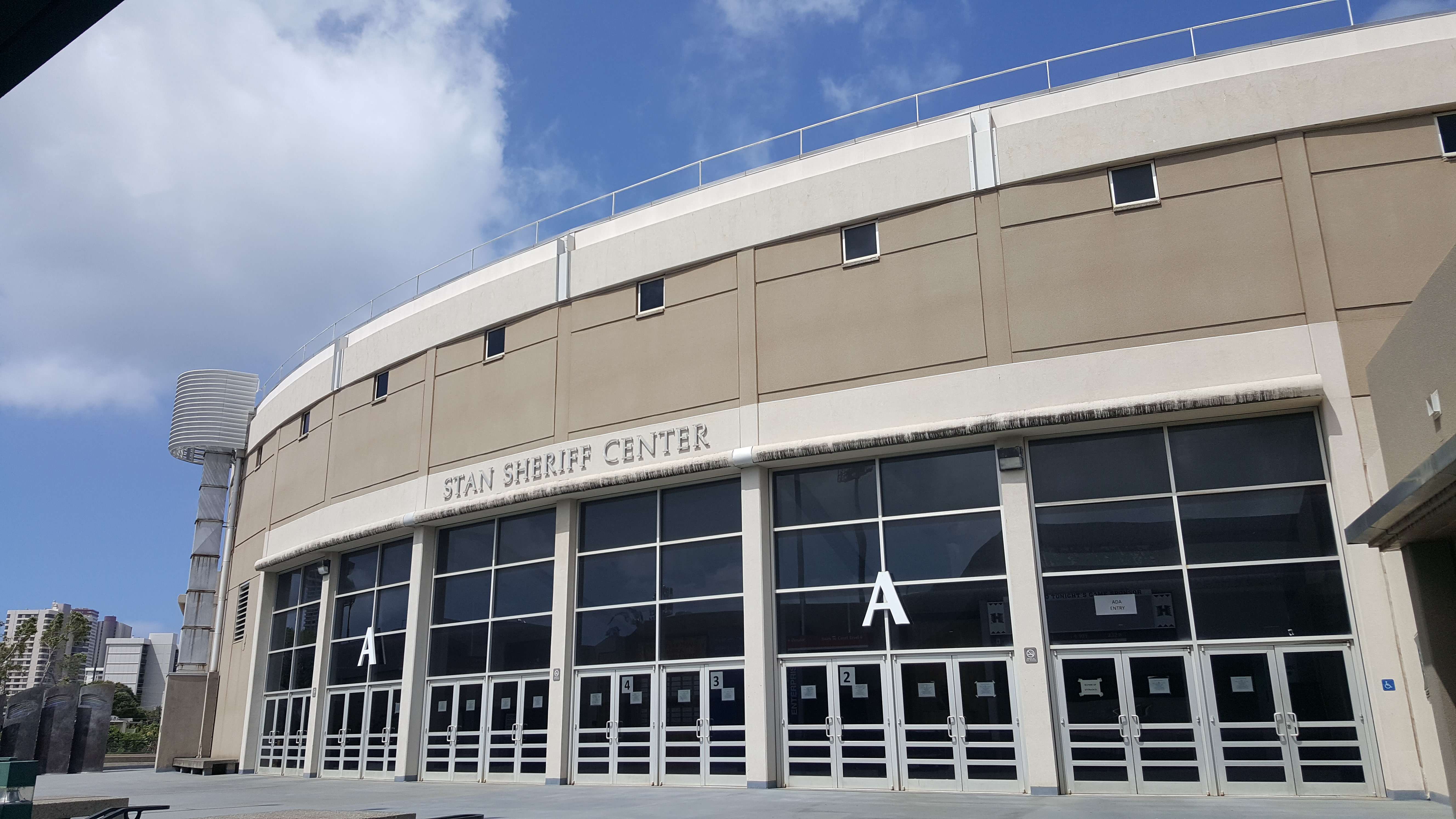
Stan Sheriff Center, recinto sede de Miss Universo 1998

### Sede y fecha
En enero de 1996, la directora nacional de Miss Indonesia, Mooryati Soedibyo, anunció en una entrevista con el periódico indonesio Jawa Pos que esta edición se llevaría a cabo en Yakarta. Soedibyo reconoció que la celebración de Miss Universo en la ciudad podría causar controversia para la mayoría de los indonesios. Sin embargo, en mayo de 1996, el gobierno indonesio nuevamente se negó a permitir que las mujeres indonesias participen en Miss Universo, y las negociaciones para llevar el evento a Yakarta no continuaron.
En enero de 1998, se anunció que la 47.ª edición de Miss Universo se llevaría a cabo en el Stan Sheriff Center, dentro del campus de la Universidad de Hawái en Mānoa, Honolulu, Hawái. Esta fue la primera vez que Miss Universo se llevó a cabo en el estado de Hawái.

### Selección de candidatas

#### Reemplazos
La primera finalista de Miss Israel 1998, Hagit Raz, asumió el cargo de representar a su país después de que Linor Abargil, Miss Israel 1998, se retirara porque no cumplía con el requisito de edad. Posteriormente, Abargil ganó Miss Mundo 1998, que tuvo lugar en Seychelles. La primera finalista de Binibining Pilipinas 1998, Jewel May Lobaton, fue designada luego de que Binibining Pilipinas Universo 1998 Olivia Tisha Silang fuera destituida por un problema de ciudadanía.

#### Debuts, regresos y retiros
Esta edición marcó el debut de Angola y los regresos de Ghana, Gran Bretaña, Guam, Japón, Nigeria, Nicaragua, Noruega, Países Bajos y Yugoslavia. Yugoslavia compitió por última vez en 1991; Guam, Japón, Nigeria y Nicaragua en 1995; Ghana, Gran Bretaña, Noruega y Países Bajos en 1996. Bermudas, Islandia y las Islas Turcas y Caicos se retiraron.

## Resultados

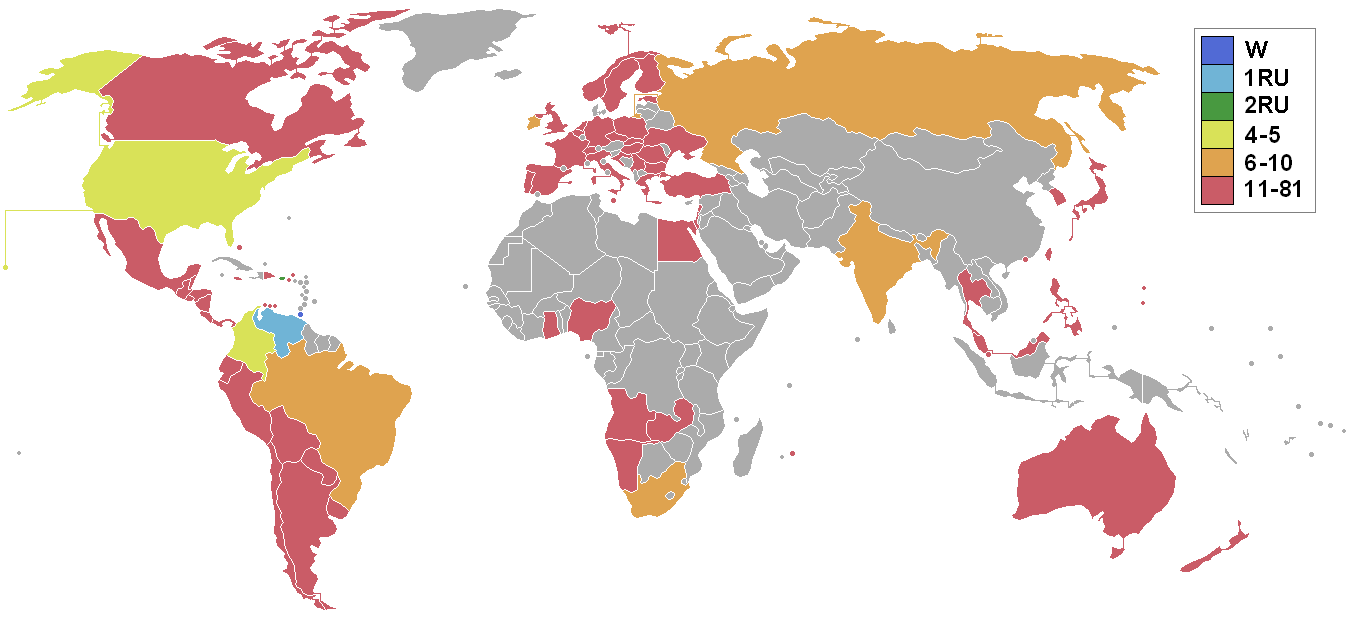
Países y territorios que enviaron candidatas y resultados para Miss Universo 1998

### Posiciones
| Posición           | Candidata |
| ------------------ | --- |
| Miss Universo 1998 | - Trinidad y Tobago - Wendy Fitzwilliam                                                                                               |
| Primera finalista  | - Venezuela - Veruzhka Ramírez |
| Segunda finalista  | - Puerto Rico - Joyce Giraud |
| Top 5              | - Colombia - Silvia Ortiz - Estados Unidos - Shawnae Jebbia                                                                           |
| Top 10             | - Brasil - Michella Marchi - India - Lymaraina D'Souza - Irlanda - Andrea Roche - Rusia - Anna Malova - Sudáfrica - Kerishnie Naicker |

### Premios especiales
Los premios especiales fueron otorgados a las siguientes candidatas:
| Premio                               | Candidata                                      |
| ------------------------------------ | ---------------------------------------------- |
| Mejor en traje de baño               | - Venezuela - Veruzhka Ramírez[cita requerida] |
| Miss Fotogénica                      | - Eslovaquia - Vladimíra Hreňovčíková          |
| Miss Simpatía                        | - Turquía - Asuman Krause                      |
| Premio Clairol Herbal Essences Style | - México - Katty Fuentes                       |

#### Mejor traje nacional
La ganadora y finalistas del premio al mejor traje nacional son las siguientes:
| Posición          | Candidata                               |
| ----------------- | --------------------------------------- |
| Ganadora          | - Trinidad y Tobago - Wendy Fitzwilliam |
| Primera finalista | - Perú - Karim Bernal                   |
| Segunda finalista | - México - Katty Fuentes                |

## El concurso

### Formato
Miss Universo ha implementado algunos cambios en el formato del concurso. Se seleccionaron diez semifinalistas mediante una competencia preliminar y entrevistas a puerta cerrada. Las diez semifinalistas participaron en una entrevista casual, un concurso de trajes de baño y de noche, y finalmente se eligieron cinco finalistas en lugar de seis. Cinco finalistas compitieron en la ronda preliminar de preguntas y respuestas, y tres finalistas compitieron en la ronda final de preguntas y respuestas.

### Panel de jueces
El panel de jueces estuvo conformado por las siguientes ocho personas:
- Cindy Adams, columnista
- María Conchita Alonso, actriz y cantante
- Richard Chamberlain, actor
- Elaine Farley, editora sénior de Sports Illustrated
- Richard Johnson, columnista de The Washington Post
- Shemar Moore, actor y exmodelo
- Elvis Stojko, patinador sobre hielo canadiense
- Vivienne Tam, diseñadora

## Candidatas
81 candidatas compitieron por el título.
| País/Territorio                      | Candidata              | Edad | Procedencia                |
| ------------------------------------ | ---------------------- | ---- | -------------------------- |
| Alemania                             | Katharina Mainka       | 22   | Neustadt an der Weinstraße |
| Angola                               | Emilia Guardano        | 22   | Benguela                   |
| Argentina                            | Marcela Brane          | 24   | Córdoba                    |
| Aruba                                | Wendy Lacle            | 21   | San Nicolaas               |
| Australia                            | Renee Henderson        | 21   | Melbourne                  |
| Bahamas                              | Juliette Sargent       | 19   | Nasáu                      |
| Bélgica                              | Sandrine Corman        | 18   | Verviers                   |
| Belice                               | Elvia Vega             | 19   | Corozal                    |
| Bolivia                              | Verónica Larrieu       | 23   | Santa Cruz                 |
| Bonaire                              | Uzmin Everts           | 18   | Kralendijk                 |
| Brasil                               | Michella Marchi        | 20   | Dourados                   |
| Bulgaria                             | Natalia Gourkova       | 20   | Sofía                      |
| Canadá                               | Juliana Thiessen       | 18   | Regina                     |
| Chile                                | Claudia Arnello        | 22   | Santiago                   |
| Chipre                               | Daniella Iordanova     | 20   | Lárnaca                    |
| Colombia                             | Silvia Ortiz           | 21   | Bucaramanga                |
| Corea del Sur                        | Kim Ji-yeon            | 25   | Seúl                       |
| Costa Rica                           | Kisha Alvarado         | –    | San José                   |
| Croacia                              | Ivana Grzetić          | 19   | Dubrovnik                  |
| Curazao                              | Natacha Bloem          | –    | Willemstad                 |
| Ecuador                              | Soraya Hogonaga        | 21   | Guayaquil                  |
| Egipto                               | Karine Fahmy           | 19   | El Cairo                   |
| El Salvador                          | María Gabriela Jovel   | 24   | San Salvador               |
| Eslovaquia                           | Vladimíra Hreňovčíková | 19   | Zvolen                     |
| España                               | María José Besora      | 22   | Murcia                     |
| Estados Unidos                       | Shawnae Jebbia         | 26   | Santa Rosa                 |
| Estonia                              | Mari Lawrens           | 25   | Tallin                     |
| Filipinas                            | Jewel Lobaton          | 21   | Bacolod                    |
| Finlandia                            | Jonna Kauppila         | 21   | Kokkola                    |
| Francia                              | Sophie Thalmann        | 22   | Bar-le-Duc                 |
| Ghana                                | Francisca Awuah        | 20   | Costa del Cabo             |
| Gran Bretaña                         | Leilani Dowding        | 19   | Bournemouth                |
| Grecia                               | Dimitra Eginiti        | 19   | Atenas                     |
| Guam                                 | Joylyn Munoz           | 21   | Barrigada                  |
| Guatemala                            | Astrid Ramírez         | 21   | Ciudad de Guatemala        |
| Honduras                             | Dania Prince           | 18   | Choluteca                  |
| Hong Kong                            | Virginia Yung          | 24   | Hong Kong                  |
| Hungría                              | Agnes Nagy             | 18   | Budapest                   |
| India                                | Lymaraina D'Souza      | 19   | Bombay                     |
| Irlanda                              | Andrea Roche           | 21   | Clonmel                    |
| Islas Marianas del Norte             | Helene Yun Lizama      | 22   | Saipan                     |
| Islas Vírgenes Británicas            | Kaida Donovan          | 23   | West-End                   |
| Islas Vírgenes de los Estados Unidos | Leah Webster           | 24   | Santo Tomás                |
| Israel                               | Hagit Raz              | 18   | Jolón                      |
| Italia                               | Claudia Trieste        | 18   | Calabria                   |
| Jamaica                              | Shani McGraham         | 18   | Kingston                   |
| Japón                                | Nana Okumura           | 24   | Tokio                      |
| Líbano                               | Nina Kadis             | 24   | Hadchit                    |
| Malasia                              | Sherine Wong           | 19   | Kuala Lumpur               |
| Malta                                | Carol Cassar           | 20   | La Valeta                  |
| Mauricio                             | Leena Ramphul          | –    | Port Louis                 |
| México                               | Katty Fuentes          | 21   | Monterrey                  |
| Namibia                              | Retha Reinders         | –    | Windhoek                   |
| Nueva Zelanda                        | Rosemary Rassell       | 22   | Tauranga                   |
| Nicaragua                            | Claudia Alaniz         | 21   | Managua                    |
| Nigeria                              | Chika Chikezie         | 21   | Imo                        |
| Noruega                              | Stine Bergsvand        | 22   | Stathelle                  |
| Países Bajos                         | Jacqueline Rotteveel   | 18   | Bilthoven                  |
| Panamá                               | Tanisha Drummond       | 21   | Colón                      |
| Paraguay                             | Luz Marina González    | 19   | Pilar                      |
| Perú                                 | Karim Bernal           | 23   | Lima                       |
| Polonia                              | Sylwia Kupiec          | 22   | Tczew                      |
| Portugal                             | Icilia Berenguel       | 21   | Póvoa de Varzim            |
| Puerto Rico                          | Joyce Giraud           | 23   | Aguas Buenas               |
| República Checa                      | Kristina Fridvalská    | 20   | Beroun                     |
| República Dominicana                 | Selinée Méndez         | 23   | Santo Domingo              |
| Rumania                              | Juliana Elena Verdes   | 19   | Galați                     |
| Rusia                                | Anna Malova            | 23   | Moscú                      |
| Singapur                             | Alice Lim              | 22   | Singapur                   |
| Sudáfrica                            | Kerishnie Naicker      | 20   | Durban                     |
| Suecia                               | Jessica Olérs          | 20   | Borlänge                   |
| Suiza                                | Tanja Gutmann          | 21   | Biberist                   |
| Tailandia                            | Chalida Thaochalee     | 24   | Bangkok                    |
| Taiwán                               | Annie Tsai             | 25   | Nantou                     |
| Trinidad y Tobago                    | Wendy Fitzwilliam      | 25   | Diego Martín               |
| Turquía                              | Asuman Krause          | 22   | Ankara                     |
| Ucrania                              | Olena Spirina          | 18   | Járkov                     |
| Uruguay                              | Virginia Russo         | 24   | Montevideo                 |
| Venezuela                            | Veruska Ramírez        | 18   | Táriba                     |
| Yugoslavia                           | Jelena Trninić         | 18   | Belgrado                   |
| Zimbabue                             | Selina Stuart          | 20   | Harare                     |